# Der Kurpfuscher (1982)
Der Kurpfuscher (Originaltitel: Znachor) ist ein polnisches Melodram unter der Regie von Jerzy Hoffman aus dem Jahr 1982, nach dem gleichnamigen Roman von Tadeusz Dołęga-Mostowicz aus dem Jahr 1937. Eine erste Verfilmung erfolgte bereits im Jahr der Buchveröffentlichung (Znachor, Regie: Michał Waszyński).

## Handlung
Der Film besteht aus zwei Teilen mit separaten Titeln: „Antoni Kosiba“ und „Maria Jolanta Wilczur“. Der erste Teil beginnt mit einer Operation, die von Professor Rafał Wilczur, dem berühmtesten Herzchirurgen dieser Zeit, und seinem Assistenten Dobraniecki durchgeführt wird. Nach der Operation verlässt der Professor in aller Eile die Klinik, um mit seiner Frau seinen achten Hochzeitstag zu feiern. Nachdem er auf seinem Gutshof angekommen ist, findet er jedoch nicht seine Frau vor, sondern nur einen Abschiedsbrief von ihr. In dem Brief gesteht sie, dass sie seinen Ruhm nicht länger ertragen konnte, sie sich seiner nicht würdig fühlt und mit ihrer geliebten Tochter Marysia fortgeht. Sie bittet ihren Ehemann auch, sie nicht zu suchen. Professor Wilczur verlässt aus Trauer seinen Landsitz und geht ziellos davon. Dabei trifft er Samuel Obiedziński, einen Bettler und Trinker, der um Unterstützung „für eine Hypothek auf das polnische Branntweinmonopol“ bittet. Der Professor gibt ihm all sein Kleingeld, für das er ihn aus Dankbarkeit zum gemeinsamen Trinken einlädt. In der Bar wird Wilczurs Wohlstand von anderen Bargästen bemerkt. Der betrunkene Professor wird auf ein Feld gebracht und dort ausgeraubt und zusammengeschlagen. Durch die Schläge verliert er sein Gedächtnis.
Professor Wilczur wird zu einem Landstreicher, der keine Dokumente besitzt und nicht weiß, wer er ist. Er wird mehrmals verhaftet und wegen Landstreicherei verurteilt. Bei einer seiner Verhaftungen stiehlt er aus dem Büro, in dem sie ihn als Gefangenen registrieren, die Dokumente von Antoni Franciszek Kosiba. Unter diesem Namen nimmt er von nun an weitere Arbeit an. Auf der Suche nach Arbeit trifft er auf Prokop, der ihn als Mühlenarbeiter beschäftigt. Er lernt dort Prokops Sohn Wasylko kennen, der nicht laufen kann, weil er von einer Leiter heruntergefallen ist und sich die Beine gebrochen hat. Von einem Arbeiter in der Mühle erfährt er, dass Prokops Kinder verflucht sein sollen, weil er seinen Bruder bestohlen haben soll. Kosiba übernimmt die Operation von Wasylko, bei der er ihm erneut die Knochen bricht und sie richtig setzt. Er heilt den Behinderten und wird als hervorragender Kurpfuscher berühmt. 
Kosiba kauft die notwendigen Werkzeuge, Hilfsmittel und medizinischen Verbände in einem örtlichen Geschäft, in dem das Mädchen Marysia als Verkäuferin arbeitet. Das Mädchen erscheint Kosiba vertraut, aber aufgrund seines Gedächtnisverlusts kann er sich nicht an sie erinnern. Graf Leszek Czyński, der Marysia einen Heiratsantrag macht, verliebt sich in sie. Beide werden jedoch in einen Motorradunfall verwickelt, der durch Zeneks Eifersucht und Rache verursacht wurde. Beide sind in einem kritischen Zustand und Kosiba leistet Hilfe. Die Eltern des Grafen nehmen ihren Sohn mit, und ihr Arzt Pawlicki lässt Marysia, die sich in einem schlechteren Zustand befindet, ohne Hilfe zurück, da sie seiner Ansicht nach bereits im Sterben liegt. Kosiba beschließt, eine Operation durchzuführen, um das Leben des Mädchens zu retten. Die für die Operation benötigten chirurgischen Werkzeuge werden von Pawlicki, dem einheimischen Arzt, gestohlen und Kosiba führt erfolgreich eine Schädeltrepanation durch. Währenddessen bringen die Eltern den jungen Grafen ins Krankenhaus und teilen ihm mit, dass Marysia gestorben sei. Der Graf verlässt Polen, um zu genesen. Marysia erholt sich langsam. Graf Czyński kehrt nach Polen zurück und plant, am Grab Marysias Selbstmord zu begehen. Als er das Haus verlassen will, gibt er seinem Kammerdiener Franciszek einen Abschiedsbrief und fragt ihn nach Marysias Grabstätte. Überrascht teilt Franciszek dem Grafen mit, dass seine Geliebte lebt, es ihr gut geht und sie in der Mühle wohnt. Czyński eilt mit einer Kutsche voller geschnittener Rosen zur Mühle. Erschrocken von dem Abschiedsbrief ihres Sohnes, akzeptieren Czyńskis Eltern Marysia als ihre Schwiegertochter. Kosiba wird wegen Diebstahls zu drei Jahren Gefängnis verurteilt. Aus Dankbarkeit für Kosiba stellt das Paar einen Anwalt ein, der Professor Dobraniecki als Sachverständigen in das Wiederaufnahmeverfahren einbringt. Professor Dobraniecki räumt ein, dass alle von Kosiba durchgeführten Behandlungen in Übereinstimmung mit der medizinischen Praxis durchgeführt wurden. Nachdem Marysia als Zeugin vorgeladen wurde, erkennt der Professor in dem Kurpfuscher Professor Rafał Wilczur, der seit Jahren vermisst wird. Dadurch wird der Kurpfuscher freigelassen und von der Anklage gegen ihn freigesprochen. Zugleich entpuppt sich Marysia als seine Tochter.

## Produktion
Drehorte für Der Kurpfuscher waren Bielsk Podlaski, Radziejowice (Schloss der Czyńskis), Skolimów (Wassermühle) und Piekary in der Gemeinde Piątek. 
Der Film hatte seine Premiere am 12. April 1982 in Polen. Etwa anderthalb Jahre später, am 19. August 1983, kam der Film in die Kinos der DDR.
Die Erstausstrahlung im 1. Programm des Fernsehens der DDR erfolgte am 20. April 1985. Genau ein halbes Jahr später, am 20. November 1985, wurde der Film erstmals in der Bundesrepublik auf Hessen Drei ausgestrahlt.

## Rezeption
Das Lexikon des internationalen Films bezeichnete Der Kurpfuscher als „[g]ut gespieltes, solide inszeniertes Melodram“, das „in der etwas plakativen Darstellung von "Gut" und "Böse" manchmal lächerlich, dann wieder bewegend und anrührend“ wirke.